# Raridade (álbum de Anderson Freire)
Raridade é o segundo álbum de estúdio do cantor Anderson Freire, lançado em 2013 pela gravadora MK Music. O disco foi produzido pelo cantor junto com Adelson Freire (seu irmão) e Dedy Coutinho. Todas a faixas do disco foram compostas pelo cantor, com algumas parcerias, como Dedé de Jesus e Pr. Cláudio Duarte.
O CD conteve participações de Ariely Bonatti em "Um Novo Endereço", de Arianne em "Aliança de Sangue" e de Anderson Fabrício e Janderson de Souza em "Efésios 6". No encarte gráfico do CD há uma senha que libera o download gratuito da música inédita "O Retorno do Rei". A faixa título do álbum liderou as paradas nas rádios evangélicas e nao evangélicas em 2014, tornando o nome do cantor nacionalmente conhecido e consagrando de vez sua carreira.
Em 2015, a obra foi certificada com disco de diamante pela Associação Brasileira dos Produtores de Discos (ABPD), por 300 mil cópias vendidas.
E obteve uma indicação ao Grammy Latino como Melhor Álbum Cristão de Língua Portuguesa.

## Faixas
| N.º            | Título                                                      | Compositor(es)              | Duração |  |
| 1.             | "A Igreja Vem"                                              | Anderson Freire             | 5:27    |  |
| 2.             | "Raridade"                                                  | Freire                      | 4:57    |  |
| 3.             | "Um Novo Endereço" (participação de Ariely Bonatti)         | Freire e Dedé de Jesus      | 5:34    |  |
| 4.             | "Acalma o Meu Coração"                                      | Freire                      | 4:21    |  |
| 5.             | "Efésios 6" (participação de Janderson e Anderson Fabrício) | Freire                      | 4:41    |  |
| 6.             | "Deus e Seus Milagres"                                      | Freire e Dedé de Jesus      | 4:38    |  |
| 7.             | "Aliança de Sangue" (participação de Arianne)               | Freire                      | 5:04    |  |
| 8.             | "Atitude de Cristão"                                        | Freire                      | 4:19    |  |
| 9.             | "Ele Chegou"                                                | Freire                      | 5:26    |  |
| 10.            | "Meu Hospital"                                              | Freire                      | 4:14    |  |
| 11.            | "Uma História Contigo"                                      | Freire e Pr. Cláudio Duarte | 4:31    |  |
| 12.            | "Força e Sabedoria"                                         | Freire                      | 5:54    |  |
| Duração total: | Duração total:                                              | Duração total:              | 59:24   |  |

| Ao Vivo exclusiva MK Music |                      |                 |         |  |
| N.º                        | Título               | Compositor(es)  | Duração |  |
| 13.                        | "Raridade (Ao Vivo)" | Anderson Freire | 5:04    |  |
| Duração total:             | Duração total:       | Duração total:  | 64:28   |  |

## Clipes
| Música       | Lançamento         |
| ------------ | ------------------ |
| A Igreja Vem | 6 de junho de 2013 |